# القنفذ سونيك (لعبة فيديو 2006)
القنفذ سونيك (بالإنجليزية: Sonic the Hedgehog)‏ هي لعبة فيديو على أنظمة البلاي ستيشن 3 والإكس بوكس 360 التي تم إنتاجها للاحتفال بمناسبة الذكرى الخامس عشر لسلسلة ألعاب القنفذ سونيك. اللعبة من تطوير فريق سونيك تيم ونشر من قبل شركة سيگا، ومن إخراج مطور ألعاب الياباني شون ناكامورا. ظهرت شخصية سونيك أكثر من مرة في سلسلة مانگا، ومسلسل القنفذ سونيك، وسلسلة القنفذ سونيك المصورة. أُطلقت اللعبة في 14 نوفمبر، 2006.

## القصة
يحتفل سونيك بذكراه الخامسة عشرة عندما شق طريقه على أجهزة الجيل الجديد وهي مغامرته الأولى له في عالم البشر. وبيئات اللعبة أصبحت أكثر واقعية، وشخصيات جديدة تظهر لأول مرة. وفي هذه الجزء سونيك ينقذ بلدة أسمها سوليانه من شر ايج مان ويقوم بإنقاد الأميرة الِيس .كما يوجد شخصيتان جديدتان هما القنفذ سِليفر والقطه بلاِز هما من المستقبل.
تبدأ القصة في سوليانا مدينة الماء التي تحكمها الأميرة اليس، قام دكتور ايج مان باختطاف الأميرة عندما عرف بأنها تخفي السر المتعلق بــ ~ نيران الكارثة ~ ، يحاول سونيك إنقاذها ولكن يتدخل سلفر القنفذ الذي أتى من المستقبل لإيقاف وحش Iblis الذي دمر عالمه. تأتي إيمي للمساعدة وتصرف انتباه سلفر عن سونيك ويظهر تايلز ونكلز أيضا ولكن يحاصر أصدقائنا الثلاثة ويتم إرسالهم للمستقبل حيث يجدون شادو وروج، بسبب أن شخصية جديد أخرى تدعى الظلم ميفلس قام برميهما في المستقبل لاحقا يكتشف أصدقائنا أن الأميرة اليس ستموت في الحاضر عندما أسرها دكتور ايج مان
لذا يحاول الثلاثي العودة للحاضر لإنقاذها.

## وصلات خارجية
- القنفذ سونيك على موقع IMDb (الإنجليزية)
- الموقع الرسمي للعبة